# آلفا و امگا

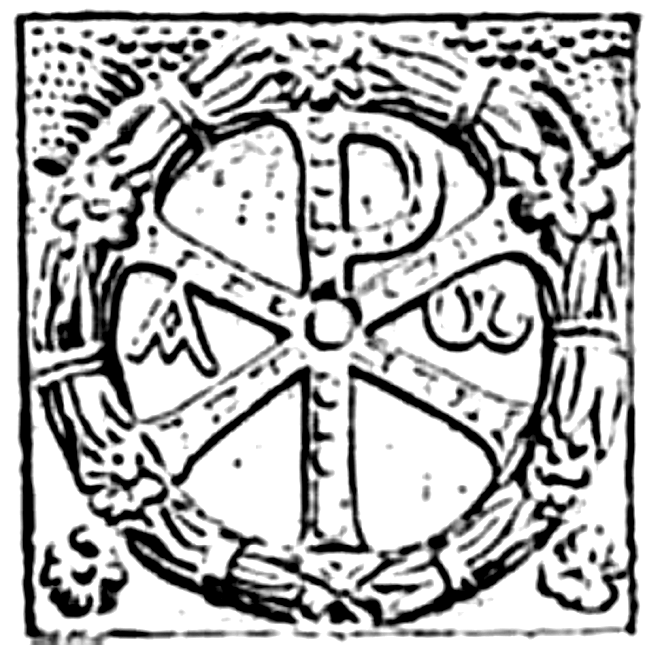
پرچم کنستانتین بزرگ با نشان مسیحیت و دو حرف آلفا و امگای یونانی.

«آلفا و اُمِگا» (در یونان باستان: τὸ Α καὶ τὸ Ω) که «الف و یاء» یا «اول و آخر» نیز نامیده می‌شود، لقب یا صفت خداوند در آیین مسیحیت است. در واقع آلفا (Α) و امگا (Ω) به ترتیب اولین و آخرین حرف از حروف الفبای یونانی بوده و ترکیب آنها در این اصطلاح، برای اطلاق صفت فراگیر و بزرگ بودن و محیط بودن بر همه چیز، به خدا به کار می‌رود. در کتاب مکاشفه (آخرین بخش از کتاب مقدس مسیحیان)، این نام سه بار (در آیات ۱:۸، ۲۱:۶ و ۲۲:۱۳) به‌کار رفته است که در آن خداوند یا عیسی این نام را به خود تخصیص می‌دهند.
اشاره مکاشفه به این نام، به احتمال بسیار ریشه در یهودیت دارد و برگرفته از برخی آیات عهد عتیق، از جمله کتاب اشعیا (۴۴:۶) و مزامیر (۹۰:۲) می‌باشد. در متون خاخام‌های یهود، واژه «اِمِت» (به عبری: אמת) که از نخستین و آخرین حروف الفبای عبری در انتها و ابتدای کلمه و همینطور یک حرف میانی تشکیل شده است، نمایانگر «نشان یا مُهر خداوند» می‌باشد و در سنت یهود معنای مشابهی با آلفا و امگا در مسیحیت دارد.
در قران کتاب آسمانی مسلمانان، واژه «اول و آخر» در سوره حدید آیه سوم (۵۷:۳) به عنوان اسامی خداوند در کنار دو اسم دیگر «ظاهر» و «باطن» آمده است که دلالت بر محیط بودن او بر تمام اشیا و هستی است.
برخی مفسرین اسلامی این اسما را اینگونه معنی کرده‌اند که: «خداوند اول است، برای این که قبل از هر چیز بوده، و آخر است چون بعد از هلاک و فنای هر چیز هست.» برخی دیگر نیز اول را به معنای بی‌ابتدا و آخر را به‌معنای بی‌انتها دانسته‌اند.
همچنین در زبان فارسی، «آلفا و امگای چیزی یا امری بودن» کنایه از «اول و آخر»، «ابجد و ضظغ» و «الف تا یاء» بودن آن است.